# Diffamation en droit québécois
Pour un article plus général, voir Diffamation.
En droit québécois, la diffamation peut être définie comme étant « la communication de propos ou d'écrits qui font perdre l'estime ou la considération de quelqu'un ou qui, encore, suscitent à son égard des sentiments défavorables ou désagréables »,.

## Une faute en droit de la responsabilité civile
La diffamation est une faute engageant la responsabilité civile. La preuve de la diffamation se fait selon les règles de l'article 1457 du Code civil du Québec : 

« Toute personne a le devoir de respecter les règles de conduite qui, suivant les circonstances, les usages ou la loi, s’imposent à elle, de manière à ne pas causer de préjudice à autrui.
Elle est, lorsqu’elle est douée de raison et qu’elle manque à ce devoir, responsable du préjudice qu’elle cause par cette faute à autrui et tenue de réparer ce préjudice, qu’il soit corporel, moral ou matériel.
Elle est aussi tenue, en certains cas, de réparer le préjudice causé à autrui par le fait ou la faute d’une autre personne ou par le fait des biens qu’elle a sous sa garde. »

En résumé, pour engager la responsabilité civile d'une personne et entraîner le paiement de dommages-intérêts, il faut une preuve de la faute, une preuve du préjudice subi et une preuve du lien de causalité entre les deux. A contrario, si une personne déclare simplement qu'elle s'estime diffamée par les propos d'autrui, mais qu'elle n'arrive pas à faire la preuve de son préjudice ou du fait que les propos sont effectivement diffamatoires, il y aura rejet de l'action par le tribunal.
Le droit à la réputation est protégé par la Charte des droits et libertés de la personne.
La diffamation en droit québécois a assez peu de choses à voir avec la diffamation en droit français, qui est une infraction pénale impliquant « [l'[allégation ou [l']imputation d'un fait qui porte atteinte à l'honneur ou à la considération de la personne ou du corps auquel le fait est imputé ». Il existe certes une infraction de libelle diffamatoire dans le Code criminel, mais les procès pour libelle diffamatoire sont très rares, le dernier arrêt important relativement à cette infraction remontant à 1998.
Sous le Code civil du Bas-Canada, la disposition législative applicable à la diffamation était l'article 1053 C.c.B.C. : « Toute personne capable de discerner le bien du mal, est responsable du dommage causé par sa faute à autrui, soit par son fait, soit par imprudence, négligence ou inhabileté ».

## Identification de trois situations susceptibles d'engager la responsabilité de l'auteur de paroles diffamantes
D'après l'arrêt Prud'homme c. Prud'homme de la Cour suprême du Canada, les situations engageant la responsabilité pour diffamation peuvent être réparties en trois cas de figure : 

« À partir de la description de ces deux types de conduite, il est possible d’identifier trois situations susceptibles d’engager la responsabilité de l’auteur de paroles diffamantes. 
(1) La première survient lorsqu’une personne prononce des propos désagréables à l’égard d’un tiers tout en les sachant faux.  De tels propos ne peuvent être tenus que par méchanceté, avec l’intention de nuire à autrui. 
(2) La seconde situation se produit lorsqu’une personne diffuse des choses désagréables sur autrui alors qu’elle devrait les savoir fausses.  La personne raisonnable s’abstient généralement de donner des renseignements défavorables sur autrui si elle a des raisons de douter de leur véracité.  
(3) Enfin, le troisième cas, souvent oublié, est celui de la personne médisante qui tient, sans justes motifs, des propos défavorables, mais véridiques, à l’égard d’un tiers. »

## Analyse des propos diffamatoires selon un point de vue objectif
La nature diffamatoire des propos s’analyse selon un point de vue objectif: il faut « se demander si un citoyen ordinaire estimerait que les propos tenus, pris dans leur ensemble, ont déconsidéré la réputation d’un tiers ».

## Inexistence des moyens de défense de véracité des propos et de commentaire loyal
La véracité des propos et l'intérêt public de ceux-ci ne permet pas à l'auteur de s'exonérer de toute responsabilité, à la différence du tort of defamation de common law.
Cela dit, bien que les tribunaux aient rejeté l'importation de la défense de commentaire loyal de la common law vers le droit civil québécois, la grille d'analyse des critères du commentaire loyal reste utile pour apprécier la valeur d'un argument de droit civil d'absence de faute, par ex. comme le fait le tribunal dans l'arrêt Journal de Montréal, une division de MédiaQMI inc. c. Conseil de presse du Québec.

## Règles particulières à la diffamation dans la presse écrite
L'article 2 de la Loi sur la presse dispose que: 

« 2. Toute personne qui se croit lésée par un article publié dans un journal et veut réclamer des dommages-intérêts, doit intenter son action dans les trois mois qui suivent la publication de cet article, ou dans les trois mois qu’elle a eu connaissance de cette publication, pourvu, dans ce dernier cas, que l’action soit intentée dans le délai d’un an du jour de la publication de l’article incriminé. »

L'article 3 de cette même loi prévoit que : 

« Aucune telle action ne peut être intentée contre le propriétaire du journal, sans que la partie qui se croit lésée, par elle-même ou par procureur, n’en donne avis préalable de trois jours ouvrables, au bureau du journal, ou au domicile du propriétaire, de manière à permettre à ce journal de rectifier ou de rétracter l’article incriminé. »

Il y a donc une exigence d'intenter l'action dans les trois mois de la publication de l'article de journal, ou dans les trois mois de la connaissance de la publication de l'article (dans un délai maximal d'un an à compter de la publication de l'article), avec l'exigence de donner un avis préalable de trois jours ouvrables au journal.

## Règles particulières à la diffamation sur Internet et dans les médias sociaux
D'après une conférence donnée par le professeur de droit Patrice Deslauriers, la diffamation par Internet suit les règles générales de la diffamation, mais il faut faire la preuve additionnelle que les propos ont voyagé dans le cyberespace. Si les propos n'ont pas beaucoup voyagé et n'ont été vus que par un nombre très réduit de personnes, les tribunaux peuvent n'accorder qu'un montant symbolique en dommages-intérêts, ce qui limite fortement l'intérêt économique d'intenter une action en diffamation dans de telles circonstances. Le professeur Deslauriers cite à cet égard la décision Lapierre c. Sormany de la Cour supérieure du Québec :   

« Affirmer, à l’instar de la Cour suprême dans l’arrêt Crookes, que « l’Internet peut s’avérer un véhicule extrêmement efficace pour exprimer des propos diffamatoires », ne suffit pas. Encore faut-il que la preuve démontre que le commentaire de Sormany du 26 septembre ait voyagé dans le cyberespace et qu’il ait été lu et retransmis largement par les Internautes. Si la calomnie a des effets rampants et pernicieux, comme le soulignait si éloquemment Beaumarchais, il ne suffit pas d'invoquer ceux-ci pour relever le plaideur de son obligation de prouver le dommage du seul fait qu'ils ont été publiés par la voie électronique. »

## Prescription de la diffamation
L'article 2929 du Code civil du Québec dispose que « L’action fondée sur une atteinte à la réputation se prescrit par un an, à compter du jour où la connaissance en fut acquise par la personne diffamée ». Cette prescription d'une année à compter de la connaissance fait exception à la règle générale de la prescription de trois ans (art. 2925 C.c.Q.), à moins bien sûr que la courte prescription de trois mois de l'article 2  précité de la Loi sur la presse ne soit applicable.

## Jurisprudence
Puisqu'il n'existe aucun article du Code civil du Québec qui définit spécifiquement la diffamation et que le législateur a décidé de renvoyer le tout au régime général de la responsabilité civile, la jurisprudence de l'article 1457 du Code civil occupe une place importante dans la compréhension qu'ont les tribunaux de la diffamation. Certaines décisions de la Cour suprême du Canada issues d'autres provinces comme Hill c. Église de scientologie de Toronto influencent également la conception de la diffamation des tribunaux québécois.
- Bou Malhab c. Diffusion Métromédia CMR inc.[22] : diffamation collective, dilution des propos dans la foule
- Fillion c. Chiasson[23] : évaluation du préjudice, contre-interrogatoire de l’intimée, preuve de la réputation
- Gilles E. Néron Communication Marketing inc. c. Chambre des notaires du Québec[24] : responsabilité in solidum, rapport entre droit civil et common law
- Hill c. Église de scientologie de Toronto[25] : rapport avec la Charte canadienne des droits et libertés
- Lafferty, Harwood & Partners c. Parizeau[26] : connaissance d'office par le tribunal des événements de la Seconde Guerre mondiale, diffamation d'hommes politiques connexe au dénigrement du Québec ou de la société québécoise
- Prud'homme c. Prud'homme[27] : inexistence de la défense de commentaire loyal et de la défense d’immunité relative
- Snyder c. Montreal Gazette Ltd[28] : évaluation du montant des dommages-intérêts accordés
- Société Radio-Canada c. Radio Sept-îles inc[29]. diffamation dans les médias
- Société Saint-Jean-Baptiste de Montréal c. Hervieux-Payette : allégations publiques de trahison, expression politique